# ウタヒメ 彼女たちのスモーク・オン・ザ・ウォーター Original Sound Track
『ウタヒメ 彼女たちのスモーク・オン・ザ・ウォーター Original Sound Track』（ウタヒメ かのじょたちのスモーク・オン・ザ・ウォーター オリジナル・サウンド・トラック）は「ウタヒメ 彼女たちのスモーク・オン・ザ・ウォーター」のサウンドトラック。2012年2月8日、B-Gram RECORDSより発売。

## 内容
黒木瞳、木村多江、山崎静代（南海キャンディーズ）、真矢みきが主演を務める2012年2月18日公開の映画のサウンド・トラック。

## 収録曲
1. あの微笑みを忘れないで（ZARD）
作詞：坂井泉水　作曲：川島だりあ　編曲：葉山たけし
『ZARD Album Collection 〜20TH ANNIVERSARY〜』収録曲。
BEEASTの村田誠はこの曲を主題歌として起用されたことについて、「映画を観るであろう30代以上の女性を意識してのことなのだろうか。「Smoke On The Water」の流れで、70〜80年代の“クラシック”かつ“ハード”なロックの主題歌を期待してしまうロッカーもいるかもしれないが、バンド活動がモチーフの人間ドラマがメインなので、これでいいのだ」と評した[3]。
2. スモーク・オン・ザ・ウォーター（石井卓（Jeepta）、原曲：ディープ・パープル）[4]
作詞・作曲：リッチー・ブラックモア、ジョン・ロード、ロジャー・グローヴァー、イアン・ペイス　編曲：池田大介
3. Ichihana (Main Theme)（小島良喜）
作曲・編曲：小島良喜
4. VIBRATION（REAL REACH）
作詞：政雄・ys　作曲：Yousuke・ys　編曲：REAL REACH
タワーレコード限定アルバム『NO LIVE,NO LIFE.』収録曲。
5. キミにDive（太田基裕）[5]
作詞・作曲：太田基裕　編曲：小澤正澄
6. 優しい笑顔が届く日まで（池田大介）
作曲・編曲：池田大介
7. あの微笑みを忘れないで (Piano Solo)（羽田裕美）
作曲：川島だりあ　編曲：藤崎昌弘
『BEST+3 〜ZARD Piano Classics RE-RECORDING〜』収録曲。
8. Ichihana (Piano solo ver.)（小島良喜）
作曲・編曲：小島良喜
9. 優しい笑顔が届く日まで（Piano ver.）（池田大介）
10. Ichihana (Slow ver.)（小島良喜）
作曲：小島良喜　編曲：池田大介
11. Ichihana (Rock ver.)（小島良喜）
作曲：小島良喜　編曲：小澤正澄
12. 恋（栗咲寛子）
作詞：奈津子　作曲：藤本貴則　編曲：Ricky
ボーナストラックとして収録。栗咲は主人公の井口美恵子役の黒木とその夫役の西村雅彦の娘役として出演するため[6]、この曲を歌うことになった。